# Anna Puu
Anna Puu właściwie Anna Emilia Puustjärvi (ur. 3 lutego 1982 w Outokumpu) – fińska piosenkarka pop.
Anna Puustjärvi popularność zawdzięcza występom w programie Idols w fińskiej stacji telewizyjnej MTV3 w 2008 roku. Odpadła z niego w finale, przegrywając z Koopem Arponenem, który uzyskał 70,3% głosów. Mimo tego podpisała kontrakt z wytwórnią. Dopiero podczas pracy nad pierwszym albumem zdecydowała się występować pod pseudonimem scenicznym Anna Puu.
Pierwsza płyta, Anna Puu ukazała się 29 kwietnia 2009 i natychmiast znalazła się na pierwszym miejscu fińskich list przebojów. W lipcu przekroczyła 30 000 sprzedanych egzemplarzy, co uczyniło ją platynową. Drugi album, Sahara, ukazał się 26 maja 2010.
Anna Puu mieszka obecnie w Helsinkach wraz z mężem Olli Ripattilanem oraz córką, którą urodziła 21 października 2010. W 2008 roku uzyskała stopień magistra na Wyższej Szkole Ekonomicznej w Turku.

## Dyskografia
| Tytuł       | Dane dot. albumu                                        | Pozycja na liście | Sprzedaż       | Certyfikat                |
| Tytuł       | Dane dot. albumu                                        | FIN               | Sprzedaż       | Certyfikat                |
| ----------- | ------------------------------------------------------- | ----------------- | -------------- | ------------------------- |
| Anna Puu    | - Data: 29 kwietnia 2009 - Wydawca: RCA, Sony Music     | 1                 | - FIN: 77 925+ | - FIN: 2x platynowa płyta |
| Sahara      | - Data: 26 maja 2010 - Wydawca: RCA, Sony Music         | 1                 | - FIN: 40 333+ | - FIN: 2x platynowa płyta |
| Antaudun    | - Data: 26 października 2012 - Wydawca: RCA, Sony Music | 2                 | - FIN: 26 069+ | - FIN: platynowa płyta    |
| Rakkaudella | - Data: 9 października 2015 - Wydawca: Fried Music      | 10                |                |                           |

## Nagrody i wyróżnienia
| Rok  | Kategoria          | Tytułem  | Nagroda    | Nota | Źródło |
| ---- | ------------------ | -------- | ---------- | ---- | ------ |
| 2009 | Debyyttialbumi     | Anna Puu | Emma-gaala | Laur | [ 7 ]  |
| 2012 | Vuoden naissolisti | Anna Puu | Emma-gaala | Laur | [ 8 ]  |